# Naranjo en flor
Naranjo en flor es uno de los tangos más característicos de la música rioplatense, la autoría es de los hermanos Expósito, la letra fue realizada por Homero Expósito y la música por su hermano, Virgilio. La interpretación más famosa y elogiada fue la que hizo Roberto Goyeneche, bajo la batuta de Atilio Stampone.

## Los autores
Homero Aldo Expósito (Campana, provincia de Buenos Aires, 5 de noviembre de 1918 – 23 de septiembre de 1987) fue un conocido poeta y letrista argentino de tango.Su hermano Virgilio puso música a decenas de sus letras de tango. Su inventiva literaria confluía en dos actitudes poéticas temperamentalmente opuestas: el romanticismo de Homero Manzi, y el dramatismo sarcástico de Enrique Santos Discépolo. Impuso una renovación formal de expresión, utilizando la técnica del verso libre. Meticuloso y perfeccionista, Homero repasaba y trabajaba sus letras una y mil veces.

Es que no quiero que después venga ningún boludo a decirme que hay una coma mal puesta”

Virgilio Hugo Expósito (Campana, 3 de mayo de 1924 – Buenos Aires, 25 de octubre de 1997) fue un compositor de tango y pianista argentino y uno de los músicos más representativos de la generación del cuarenta. Formó una orquesta típica de tango junto con Homero, más adelante formó una orquesta de jazz, fue director de la Orquesta de Radio Splendid, productor discográfico y creó dos sellos discográficos.

## Historia
La letra fue escrita por Homero Expósito en 1944 y ese mismo año lo estrenó Aníbal Troilo con Floreal Ruiz, a quienes la letra les dio muchísimo trabajo pues la versificación y las imágenes no eran las usuales en el tango. Buscando el tono justo estuvieron tres semanas ensayando lo que para muchos era una extravagancia o, lisa y llanamente, no tenía nada que ver con el tango. En el mismo año de estreno fue grabada en el mes de julio por la orquesta de Pedro Laurenz con la voz de Jorge Linares, en septiembre por Enrique Rodríguez con el cantor Armando Moreno y en noviembre por Troilo con la voz de Floreal Ruiz.
Una particularidad de Naranjo en flor es que a pesar de ser un tango no nombra explícitamente aquellos elementos que constituyen el universo tanguero: el barrio, la esquina, los compadritos, esto es todo lo urbano y, en cambio, habla de los naranjos en flor, del agua, de la arboleda. Según quien lo escuche, detendrá su atención en la frase de inicio

“Era más blanda que el agua, que el agua blanda.... Era más fresca que el río, naranjo en flor...”

 en 

“dolor de vieja arboleda...”

 en la conocida 

“Primero hay que saber sufrir, después amar, después partir y al fin andar sin pensamientos...”

 o en 

“Después, ¿qué importa el después? Toda mi vida es el ayer que me detiene en el pasado; eterna y vieja juventud que me ha dejado acobardado, como un pájaro sin luz”.

Manuel Adet dice que este tango:

”…es en la década del cuarenta la expresión más elaborada de la vanguardia poética…La versificación y las imágenes no eran las usuales en el tango…En los últimos años, la popularidad de Naranjo en flor se ha transformado en su punto débil. Ocurre que lo han cantado demasiadas veces y le han introducido demasiadas variaciones, algunas de pésimo gusto.

## Versiones
Además de los nombrados lo grabaron varios artistas, tales como Bajofondo, Claudio Bergé, Andrés Calamaro, Cacho Castaña, Dyango, Guillermo Fernández, María Garay, María Graña, Jairo, Aníbal Jaule, Rubén Juárez, Patricia Lasala, Raúl Lavié, No Te Va Gustar, Reynaldo Martín,   Gustavo Nocetti, Alberto Podestá, Graciela Susana, Nelly Vázquez y Susana Rinaldi, entre otros, además del registro que hizo el propio Virgilio Expósito en 1992 en su debut como cantante. No obstante, la versión que ha convertido Naranjo en flor en un emblema del tango, ha sido la grabada por Roberto Goyeneche, "El polaco", que por su carácter poético y dramatismo, ha hecho de esta partitura la expresión más emotiva hasta el día de hoy. Sobre esta misma versión grabó la suya Juan Carlos Baglietto. 
El cantautor uruguayo Leo Masliah, realizó una versión paródica del tema.